# Ghiacciaio Emmanuel
Il ghiacciaio Emmanuel è un ghiacciaio lungo circa 32 km situato nella regione centro occidentale della Dipendenza di Ross, nell'Antartide orientale. Il ghiacciaio, il cui punto più alto si trova a circa 2800 m s.l.m., si trova in particolare nella regione centrale della dorsale Royal Society, sulla costa di Scott, dove fluisce verso nord-nord-ovest a partire da un nevaio situato tra la cresta Johns Hopkins, a ovest, e una cresta montuosa che va dal picco Salient fino al monte Lister, a est, scorrendo tra il monte Table, a ovest, e il monte Windle, a est, fino a unire il proprio flusso, a cui nel frattempo si è unito quello di altri ghiacciai come il Carleton, il Williams e lo Jezek, a quello del ghiacciaio Ferrar.

## Storia
Il ghiacciaio Emmanuel è stato scoperto e mappato durante la Spedizione Discovery, condotta da 1901 al 1904 e comandata da Robert Falcon Scott, ma così battezzato solo nel 1911, quando Thomas Griffith Taylor, della Spedizione Terra Nova condotta dal 1910 al 1913 e sempre al comando di Scott, gli diede il suo attuale nome in onore dell'Emmanuel College, uno dei collegi costituenti l'Università di Cambridge.